# Jordi Amorós
Jordi Amorós, conocido también como Ja (Barcelona, 1945) es un animador e historietista español, que trabajó en las revistas "El Papus" o "El Jueves", aportando series tan populares como Encuesta (1976) y Obispo Morales (2006). En el campo de la animación, es el responsable de Historias de amor y masacre (1979), Mofli, el último koala (1986) o Despertaferro (1990).

## Biografía
Tras colaborar en diversas revistas humorísticas, Jordi Amorós trabajó como animador en estudios de publicidad, comenzando en 1965 por el de Manuel Martínez Busch para independizarse cinco años después. No por ello, deja de colaborar en revistas como "Barrabás" y "Mata Ratos".
En 1974 Jordi Amorós y Víctor Luna fundaron la productora de dibujos animados "EQUIP" y cuatro años después realizan el primer largometraje de dibujos animados para adultos de España, Historias de amor y masacre (1978), que consta de seis episodios donde colabora con algunos de los más destacados humoristas gráficos del momento (Chumy Chumez, Fer, Ivà, Óscar y Perich), pero que fue un fracaso comercial. Triunfaba, sin embargo, en La Papus, con series como Encuesta Papus y Sor Angustias de la Cruz.
Tras los cortometrajes Gugú (1982), basado en el personaje homónimo de Manuel Vázquez, y Prima Donna (1983), Jordi Amorós, siempre al frente de "EQUIP" dirigió la serie Mofli, el último koala (1986), aunque su principal fuente de ingresos durante estos años seguía siendo la historieta, debido a la crisis de la animación autoctóna. Realizó, así, la sección "El Juebes estuvió allí".
Con este bagaje, lanzó en 1989 el largometraje Despertaferro (1990). En 1990 crea una nueva productora, Cine Nic. Últimamente, ha dirigido el segmento "Koki" de la serie de TV "Big Bag" (1996-1998) y ha trabajado de ayudante de dirección en Las horas del día (2003). También creó para El Jueves las series en blanco y negro Amor & Masacre Storis (1997) y Obispo Morales (2006), protagonizada esta última por un alto cargo eclesiástico que no respeta sus votos y se muestra en situaciones grotescas y escatológicas: manteniendo relaciones sexuales de todo tipo, defecando ostentosamente o aprovechándose de personas poco inteligentes o desvalidas. 
El 26 de agosto de 2009 cesó su prolonganda colaboración con El Jueves al darse por finalizada la serie de El obispo Morales.

## Estilo
La teórica Francisca Lladó, en su clasificación de dibujantes y guionistas del denominado boom del cómic adulto en España, lo adscribe a cierta tendencia de funcionalidad espontaneísta, también representada por Fer, Gin, Ivà y Óscar que publicaban sobre todo en semanarios satíricos. El estilo de todos ellos, fuertemente influido por el de Jean-Marc Reiser, ha sido calificado como feísta.

## Obra
| Años      | Título                                            | Tipo  | Publicación                 |
| --------- | ------------------------------------------------- | ----- | --------------------------- |
| 1976      | Encuesta Papus/Encuesta                           | Serie | El Papus / El Jueves (1995) |
| 1976      | Historias de amor y masacre/Amor & Masacre Storis | Serie | El Papus / El Jueves        |
| 1977-1979 | Sor Angustias de la Crus                          | Serie | El Papus                    |
| 2006-2009 | Obispo Morales                                    | Serie | El Jueves                   |